# Honkaluoto (ö i Norra Österbotten)
Honkaluoto är en ö i Finland. Den ligger i sjön Pyhäjärvi och i kommunen Pyhäjärvi i den ekonomiska regionen  Nivala-Haapajärvi ekonomiska region  och landskapet Norra Österbotten, i den centrala delen av landet, 400 km norr om huvudstaden Helsingfors. Öns area är omkring 160 kvadratmeter och dess största längd är 60 meter i nord-sydlig riktning.